# كايرو-بلانكا (مسلسل)
كايرو-بلانكا هو مسلسل كوميدي مغربي صدر سنة 2016، من تأليف طارق البخاري، وإخراج محمد علي المجبود، ومن بطولة طارق البخاري، أمل الأطرش، علاء مرسي، فاطمة هراندي، نور الدين بكر، رفيق بوبكر، فدوى طالب، جلال بوفطايم. انطلق عرض المسلسل بتاريخ 9 يونيو 2016 على القناة الثانية.

## قصة المسلسل
يعود حسن ونعيمة إلى المغرب بعد وفاة والدهما لاستلام حصتهما من الميراث، لكنهما يكتشفان أنهما ليسا الوريثين الوحيدين لوالدهما القائد بن سعيد حيث أخبرهما الموثق أن لهما أخ مصري ولابد لهما الذهاب إلى القاهرة وإحضاره حتى تتم القسمة.

## طاقم التمثيل
- طارق البخاري
- أمل الأطرش
- علاء مرسي
- فاطمة هراندي
- نور الدين بكر
- رفيق بوبكر
- فدوى طالب
- جلال بوفطايم
- أنس محسن

## وصلات خارجية
- كايرو-بلانكا على موقع IMDb (الإنجليزية)
- كايرو-بلانكا على موقع قاعدة بيانات الأفلام العربية
- كايرو-بلانكا على موقع كينوبويسك (الروسية)